# Первенство СССР между командами союзных республик по шахматам 1986
Первенство СССР между командами союзных республик по шахматам 1986 года — 18-е по счёту первенство прошло в июле в Минске. В программе 9-й Спартакиады народов СССР. По итогам предварительных соревнований сформировано 3 финальных группы среди мужчин и женщин, где по круговой системе разыгрывались места: 1-я группа (1—6-е), 2-я (7—12-е) и 3-я (13—16-е); состав команды: 5 шахматистов и 3 шахматистки (не старше 25 лет).

## Мужчины

### 1-я группа
- 1. УССР (В. Иванчук, И. Новиков, А. Шнейдер, А. Хузман, Ю. Круппа) — 13½ очков из 25;
- 2. РСФСР (Е. Пигусов, Ю. Якович, А. Дреев, А. Гольдин, М. Макаров) — 13½ (худшие дополнительные показатели);
- 3. Ленинград (А. Халифман, В. Епишин, Е. Соложенкин, С. Ионов, С. Иванов) — 12½;
- 4. Москва — 12;
- 5. Литовская ССР — 12;
- 6. Грузинская ССР — 11½.

### 2-я группа
- 7. БССР — 14 очков из 25;
- 8. Молдавская ССР — 13:
- 9. Казахская ССР — 12½;
- 10. Армянская ССР — 12½;
- 11. Узбекская ССР — 12;
- 12. ЭССР — 11.

### 3-я группа
- 13. Латвийская ССР — 10 очков из 15;
- 14. Азербайджанская ССР — 9;
- 15. Киргизская ССР — 7;
- 16. Туркменская ССР — 4.

## Женщины

### 1-я группа
- 1. Азербайджанская ССР (А. Софиева, Ф. Велиханлы, Н. Султанова) — 9½ очков из 15;
- 2. УССР (И. Челушкина, З. Лельчук, Е. Седина) — 8;
- 3. Москва (И. Ерусланова, Т. Лукина, Н. Киселёва) — 8;
- 4. Казахская ССР — 8;
- 5. Узбекская ССР — 7½;
- 6. Литовская ССР — 4.

### 2-я группа
- 7. Грузинская ССР — 12½ очков из 15;
- 8. Ленинград — 9;
- 9. БССР — 6½;
- 10. РСФСР — 6½;
- 11. Латвийская ССР — 6;
- 12. Армянская ССР — 4½.

### 3-я группа
- 13. Молдавская ССР — 6 очков из 9;
- 14. ЭССР — 5½;
- 15. Киргизская ССР — 4;
- 16. Туркменская ССР — 2½.

Лучшие индивидуальные результаты: мужчины — 1-я доска — Э. Розенталис (Литовская ССР) — 6½ из 9; женщины — 1-я доска — Н. Иоселиани (Грузинская ССР) — 6 из 8. Абсолютно лучший результат: Ф. Велиханлы — 8 из 8.